# 阿苏尔语
阿苏尔语是阿苏尔族说的一种南亚语系语言。
阿苏尔语有很多与库鲁克语接触借入的达罗毗荼语系词汇。
大多数阿苏尔语是一种生活在根拉县。另外恰蒂斯加尔邦、西孟加拉邦、奥里萨邦也有少量使用者。
《民族语》认为比尔贾是阿苏尔语一种方言，但也有一种相关语言就叫比尔贾语；目前还不清楚它们是否指的是同一种东西。然而Anderson(2008:195)基于Prasad(1961:314)指出比尔贾语可能是一种印度-伊朗语族语言，尽管比尔贾人是阿苏里部落的一个亚群，与阿苏尔族和阿加利亚族一样。
未分类的马吉瓦尔语有可能是阿苏尔语一种方言，若果真如此，那它的3.5万使用者（1995，民族人口17.5万）将使它成为使用人数最多的阿苏尔语方言。
阿苏尔语是一种濒危语言。被列为濒危语言的一个重要原因是该语言没有任何书面形式。阿苏尔语有31个音素，由26个“音段”音素和5个“超音段音素”构成。前者由21个辅音和5个元音构成。

## 地理分布
《民族语》列出下列阿苏尔语使用地点。
- 贾坎德邦：帕拉木县南部、兰契县北部、根拉县、洛哈达伽县
- 恰蒂斯加尔邦：赖格尔县、杰什布尔县
- 奥里萨邦：桑巴普尔县
- 西孟加拉邦